# Eitan Tibi
Pour les articles homonymes, voir Tibi (homonymie).
Eitan Tibi, né le 16 novembre 1987 à Jérusalem, en Israël, est un footballeur international israélien. Il évolue actuellement au poste de défenseur dans le club israélien de l'Hapoël Beer-Sheva.

## Palmarès
- Championnat d'Israël : 2013, 2014 et 2015
- 20 sélections